# Alánok

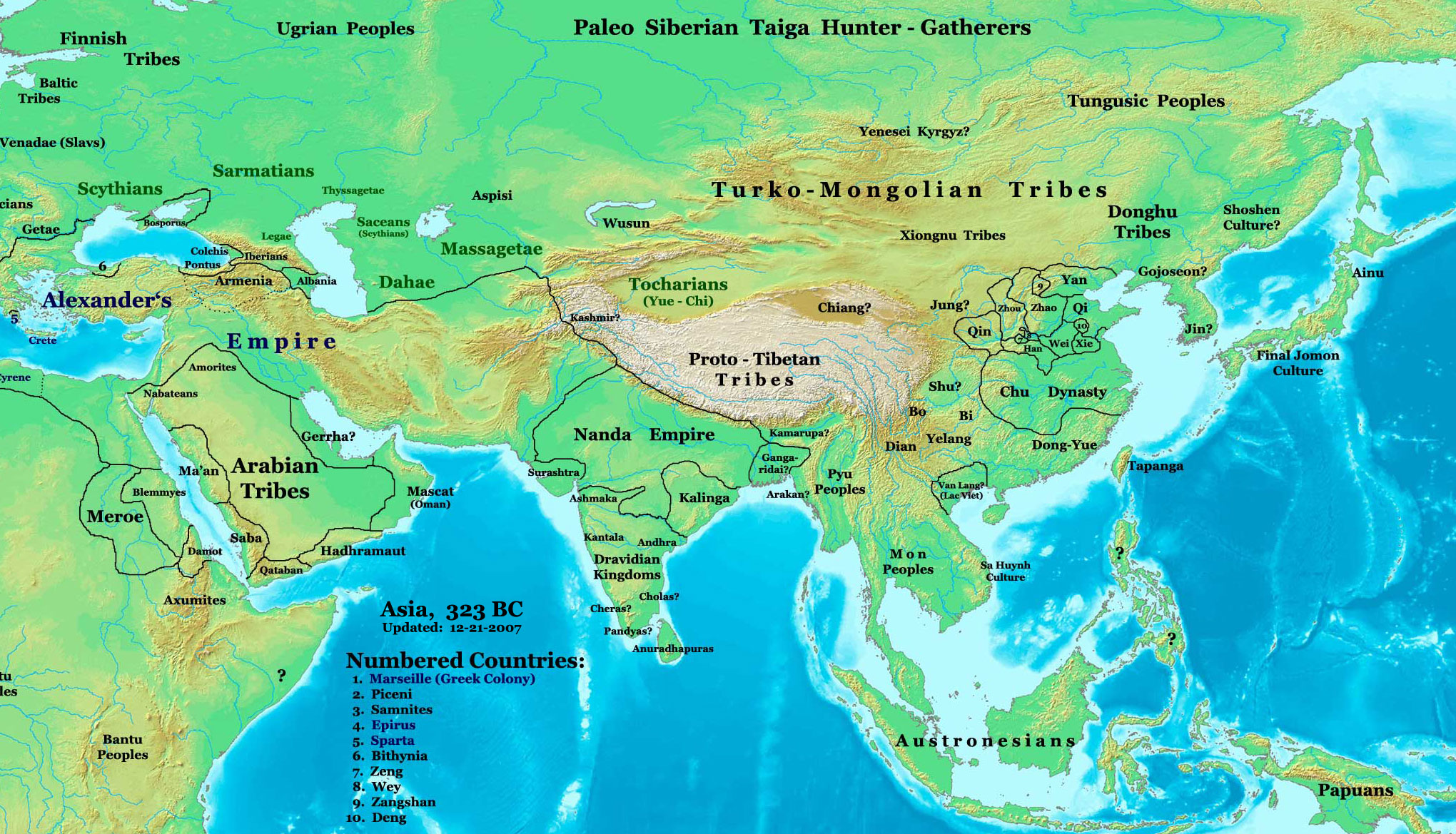
Az ászik (massagetae) szállásterülete írott történelmük kezdetén

Alán, többes számban alánok – görög nyelvű forrásokban Alanoi: Αλανοι – az ászi nép szövetségének görögösített elnevezése volt. E nevet az ászik az i. e. 130. év után vették fel, amikor a kangarok hűbéresei, alárendeltjei, alanyai lettek, és ez okból – miként kínai források, illetve Ammianus Marcellinus is hírül adja – szövetségük korábbi nevét (masszagéták Masszagetai: Μασσαγεται) elvetették, megváltoztatták.
Az ászi nép szövetségének neve kínai átírásban Alan (阿蘭) – helytelenül Alanliao (阿蘭聊) –, birodalmuké pedig Hoszu (闔蘇), illetve ennek kínai megfelelője Jencaj (奄蔡), vagyis Hatalmas puszta volt. Ásziország, azaz Hoszu lakóinak neve Caius Plinius Secundus művében abzoae, a Tabula Peutingeriana tábláin pedig arzoae.
Az ászik – nevük később jazig, jász alakban is felbukkan – a szkíta népek közé, a közép-ázsiai szkíták, azaz a szakák csoportjához tartoztak. Gyakran, bár helytelenül, szarmatáknak is nevezték, illetve nevezik őket.
A nevüket joggal viselő szarmaták (szarmatai, szauromatai, szürmatai) a királyi szkíták által a Don mellékére telepített madai, avagy médiai, iráni származású népességet képviseltek. Megszólításuk Mada országának Szüromedia nevű részére (a mai Kermánsáh és Kurdisztán tartomány) hivatkozik.
A közép-ázsiai ászik a 3. században egy időre visszanyerték függetlenségüket. A Keleti-Kaukázusban letelepedett csoportjukat a 3. század elejétől a 4. század közepéig latin, armeniai stb. források ez okból újólag masszagéta, maszkut névvel is illették.

## Történetük

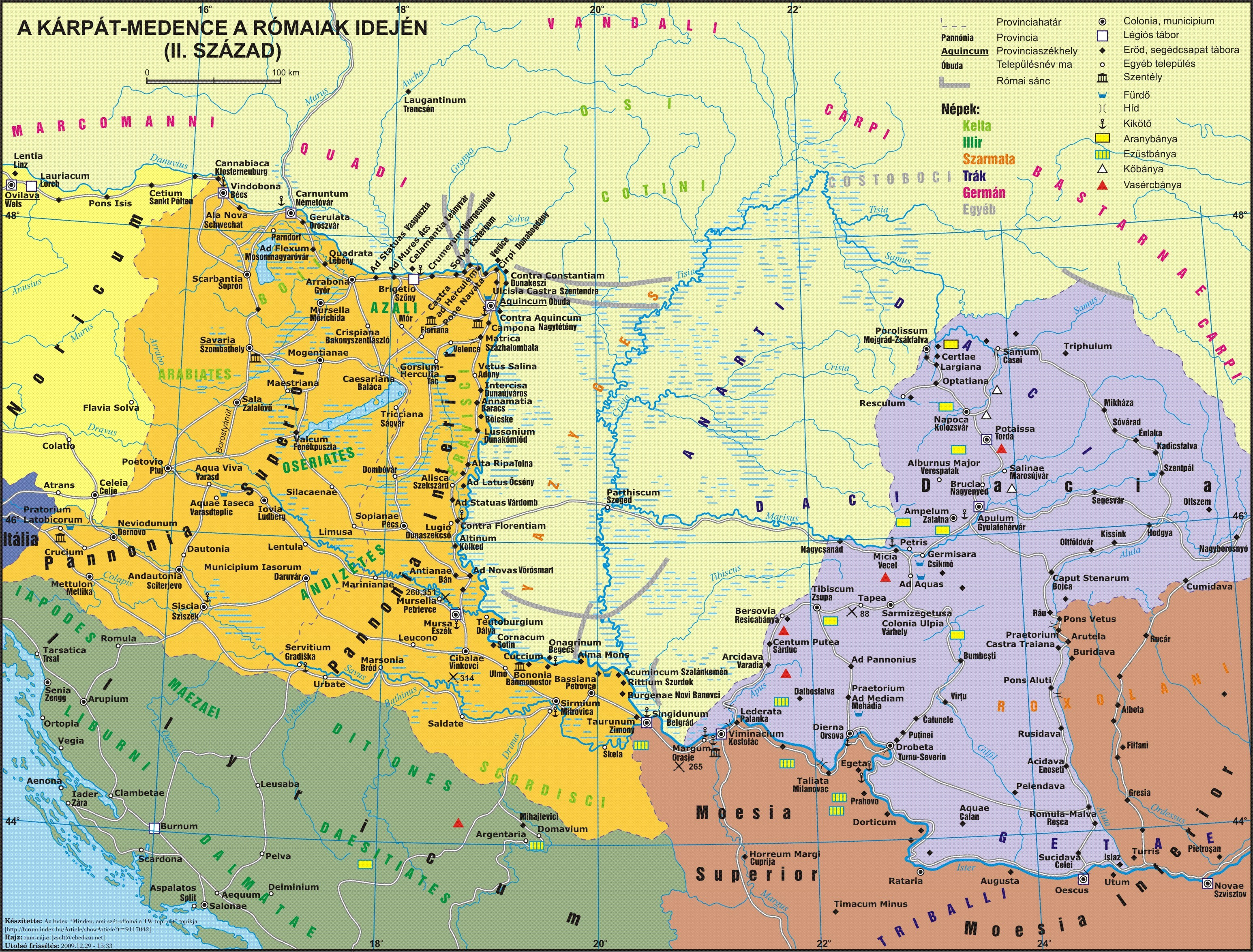
Ászik a Kárpát-medencében (i. sz. 2. század)

Az ászik (iazügesz: ιαζυγες; asii, astacae; jászok) – a régészek nevezéktana szerint szarmaták – írott történelmük hajnalán (i. e. 2. század) Közép-Ázsia lakói voltak. Három törzsüket ismerjük: ászik, aorszok, rhoxolánok.
A névadó ászik a Szir-darja, az aorszok pedig az Amu-darja alsó szakaszánál, Khoraszmia oázisának területén laktak. A harmadik törzs, a rhoxolánok először a kelet-európai pusztán tűntek fel. Elsőként Sztrabón ad hírt róluk az i. e. 1. században.
Az ászi nép szövetségének neve kezdetben – görögösen – Masszagetai (Μασσαγεται) volt. Egyik törzsük neve – az aorszoké – perzsa királyi sziklafeliratokon Sakâ tigraxaudâ, azaz hegyes fövegű szakák.
Az ászik a jüecsik, utóbb kusánok vándorlása (i. e. 166–129.), s ennek kapcsán Görög Baktria összeomlása, valamint a kangarok hódításai nyomán függetlenségüket (i. e. 130. táján) elvesztették. Szövetségük nevét ekkor megváltoztatták (Alanoi: Αλανοι), és egy részük Európába költözött. Alföldünket időszámításunk első évszázadának végére érték el.
Az i. e. 2. század végéig az ászik, avagy jazigok (iazügész: ιαζυγης) törzse a Dnyeperig nyomult előre, a rhoxolánok (rhoxolanoi: ροξολανοι) az Azovi-tenger vidékéig jutottak, az aorszok (aorszoi: αορσοι) pedig a Don és az Urál folyó között foglaltak maguknak legelő- és szállásterületet. A szóban forgó csoportok neve először Sztrabón munkájában bukkan fel. Történetírónk szerint „az aorszoi és a szirakész népet az azonos nevű felső törzsek számkivetettjeinek vélik”. A szirákok nem tartoztak az alán szövetséghez, felső törzsükről, másik néprészükről nincsen tudomásunk. Az aorszok „felső törzsét” a Déli-Urál vidékén honos népességükkel azonosíthatjuk.
A Közép-Ázsiában visszamaradt ászik szabadságukat az i. sz. 3. század elején visszanyerték, ám a Belső-Ázsiából kirajzó törökös népek a 4. század közepén leigázták őket, és velük egybevegyülve a kelet-európai pusztán élő ászi és germán csoportokra törtek. Egy részüket elűzték lakóhelyükről, más részüket uralmuk alá hajtották, s ezekkel egyesülve Délkelet- és Közép-Európát fenyegették. A hsziungnuknak, hunoknak is nevezett törökök, valamint a szkíták összekovácsolódtak, s ekképpen született meg az európai hunoknak nevezett alakulat.
A hunok szövetségébe betagozódott ászik részt vettek az Onogur-bolgár birodalom és a Kazár Birodalom megalapításában is. A Kaukázus északi előterében tanyázó alánok ellenben megőrizték függetlenségüket, s bár később szorongatták őket a türkök, a kazárok és az arabok, országuk a mongol hódításig fennállott.
A Kárpát-medencében letelepedett ászik egy része a 401. évben kivált a hunok szövetségéből, és csatlakozván a hunok elől menekülő vandálokhoz, Nyugat-Európába vonult. Egy részük letelepedett Nyugat-, illetve Délnyugat-Európában, más részük a vandálokkal Észak-Afrikába költözött.
A 830. év táján vallási belháború ütött ki a kazárok országában. A lázadásban részt vevő ászik, közelebbről aorszok – arab forrásokban nevük al-Arsiyya, al-Arsiya, As-yah, al-Ursiyya, al-Larisiya, al-Orsiyya és Ors – elpártoltak a kazároktól, kavaroknak (καβαροι) nevezték magukat, és csatlakoztak a szabarok egy csoportjához, kik ugyanekkor szakadtak el a kazároktól. A két csoport szövetsége magyar (arab forrásokban al-Maggariya, badzsgird, bajdzsirt, basgird, basgurd stb.) néven írta be magát a történelembe, a bizánciak azonban leginkább csak türköknek (tourkoi) nevezték őket.
Az alánok kaukázusi országát végül a mongolok számolták fel a 13. században. Az ászi fegyverforgatók egy csoportját Kínába hurcolták, a nép egy része pedig a kunok egyik csoportjához csatlakozott, és velük a kelet-európai puszta nyugati felébe, illetve a Kárpát-medencébe költözött. Leszármazottaik, a jászok – az ókori szkíta népek közül egyedül ők – mai napig fenntartották nevüket.

## A kaukázusi alánok

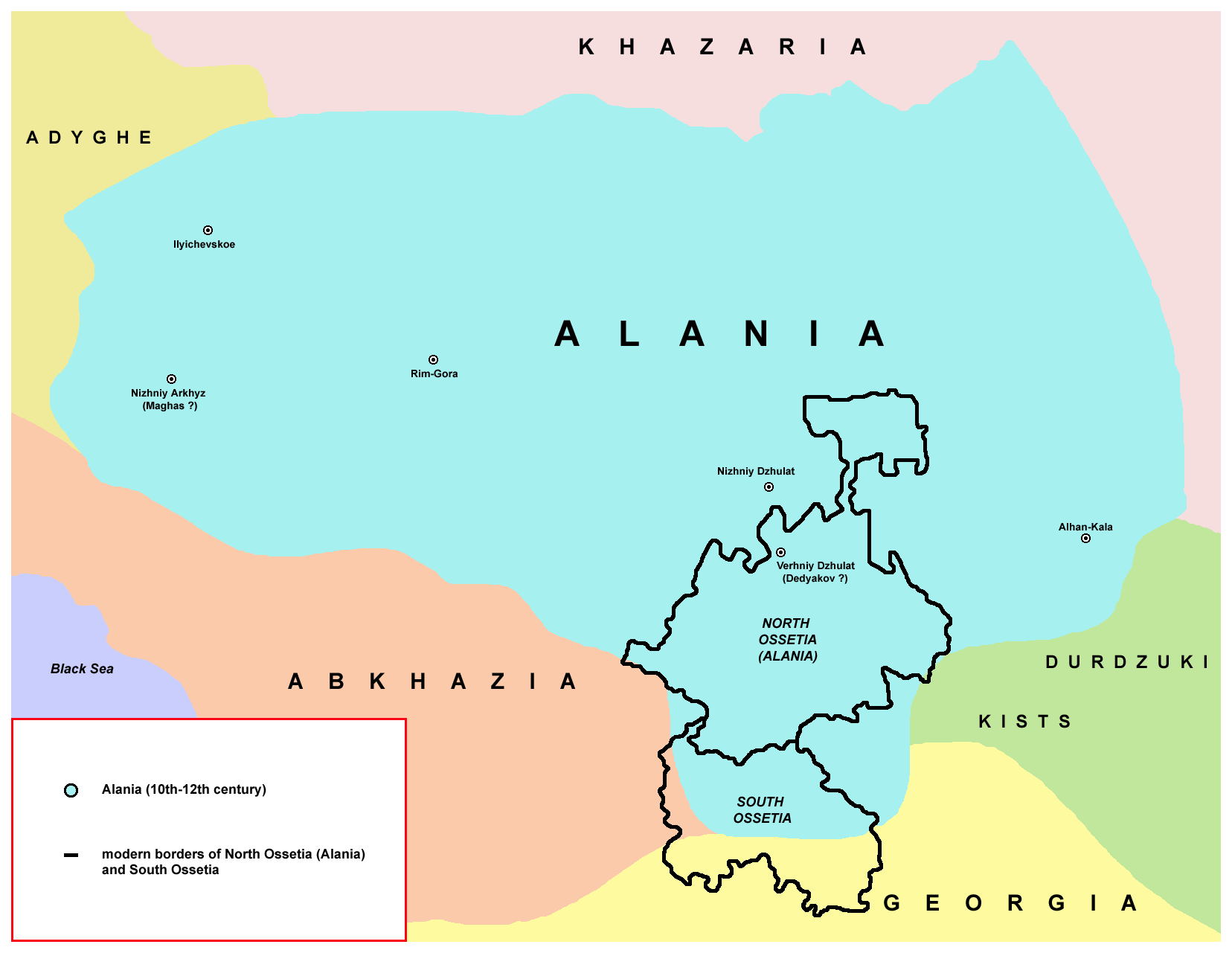
Kaukázusi Alánia – fővárosa Magas – a 10–12. században

Az i. sz. 4. század közepén a hunoknak is nevezett törökök egyik harcias csoportja megszállta az ászik közép-ázsiai birtokait, valamint Szogdiát. Az alánok egy része ekkor már jó ideje a kelet-európai pusztán, a Havasalföldön, illetve a Kárpát-medencében lakott. A Don és a Dnyeper vidékén letelepedett alánokat – elfoglalván a Dnyeper vidéki pusztákat a 2. század második felében – a keleti gótok hajtották volt iga alá.
A 375. évben az európai hunoknak nevezett török–alán népesség megjelent Kelet-Európában, és uralma alá vonta az ott élő alánokat, valamint germán stb. népeket. A Kaukázus északi előterében élő alánok ellenben megőrizték függetlenségüket. Országuk nagyjából a Darjal-szorostól a Kubány folyó forrásvidékéig terjedt. Arab és perzsa forrásokban jobbára alan vagy as néven szerepelnek. Nevüket örökölte a Dariel-szoros: Alánok kapuja (arabul Bab al-Lan, a perzsák nyelvén Dar-i Alanan).
Az 568. évben a nyugat felé terjeszkedő türkök elfoglalták az alánok kaukázusi országát is. Nem sokkal ez után, a 630. évben a türkök birodalma összeomlott, és ekkor a Kaukázus vidékén élő török–szkíta népek (szabarok, alánok stb.) szövetsége megalapította a kazárok országát.
A kaukázusi alánok a 7–10. században a Kazár Birodalom szövetségesei voltak. Az alán uralkodó Krisztus híve lett, s példáját alattvalóinak egy része is követte. Forrásaink szerint a Bizánci Birodalom keresztény térítői már a 6–7. században eljutottak Alániába.
A 9. század első felében a Kazár Birodalom erejét vallási belháború rendítette meg. A kaukázusi alánok ekkor visszanyerték önállóságukat, és a 10–11. században királyságuk megerősödött. A 10. századtól keresztény templomokat építettek Alániában, és önálló püspöki székhelyet is alapítottak.
A 830. év táján lezajlott háborúságban részt vevő aorszok – e helyen nem a kaukázusi, hanem a kazárok kötelékében élők alánokról van szó – elpártoltak a kazároktól, s velük egy időben a szabarok egy csoportja is. E szerint az elmélet szerint az újsütetű nép – szabarok és kavarok szövetsége – magyar néven írta be magát a történelembe. A 9. század közepe táján a Dnyeper alsó szakaszánál – a levédiai pusztán – ütöttek tanyát, azután pedig, a század második felében, egyik csoportjuk a Kárpát-medencébe költözött, és az ott élő avar stb. népesség ura lett.
A hun (török) és a szkíta népek szoros kapcsolataira utal a magyar ősmonda, mely többek között a magyarok származására ad meglehetősen világos magyarázatot. Az elbeszélés szerint Hunor és Magor, két hun vitéz, Dula, alán király leányait veszi feleségül, s a névadó Magor házasságából származik a magyarnak nevezett nép.
A mongolok az 1239. évben leigázták a kaukázusi alánokat, feldúlták országukat és a fővárost, Magast. A foglyokat, a fegyverforgatók egy részét Kínába hurcolták, ahol az 1253. évtől testőrként szolgáltak. Kínai források aszu néven említik őket. A kaukázusi alánok jó része a kunokhoz csatlakozott, a magyarok országába vándorolt, és letelepedett az Alföldön, a mai Jászság területén. Ma jász néven ismerjük őket.
A kelet-európai pusztán visszamaradt ászik alapították Jászvásárt Moldvában. A város nevéből – ma Iaşi –, illetve a görögösített iazüg(esz) névből következtetve az ászik alkalmasint jásziknak címezték magukat.

## A szaltovo–majackaja műveltség
A 737. évben Alániának egyedül kellett megküzdenie a Derbenti- és Darjal-szoroson beözönlő arab seregekkel. Az arabok legyőzték az alánokat, majd a kazárokra támadtak. Valószínűleg e hadjárat kapcsán költözött a kaukázusi alánok egy része a Donyec és a Don közötti erdős puszta területére. A két folyó között letelepedett alánok régészeti hagyatékát nevezzük szaltovo–majackaja műveltségnek.

## A nyugatra vándorolt alánok

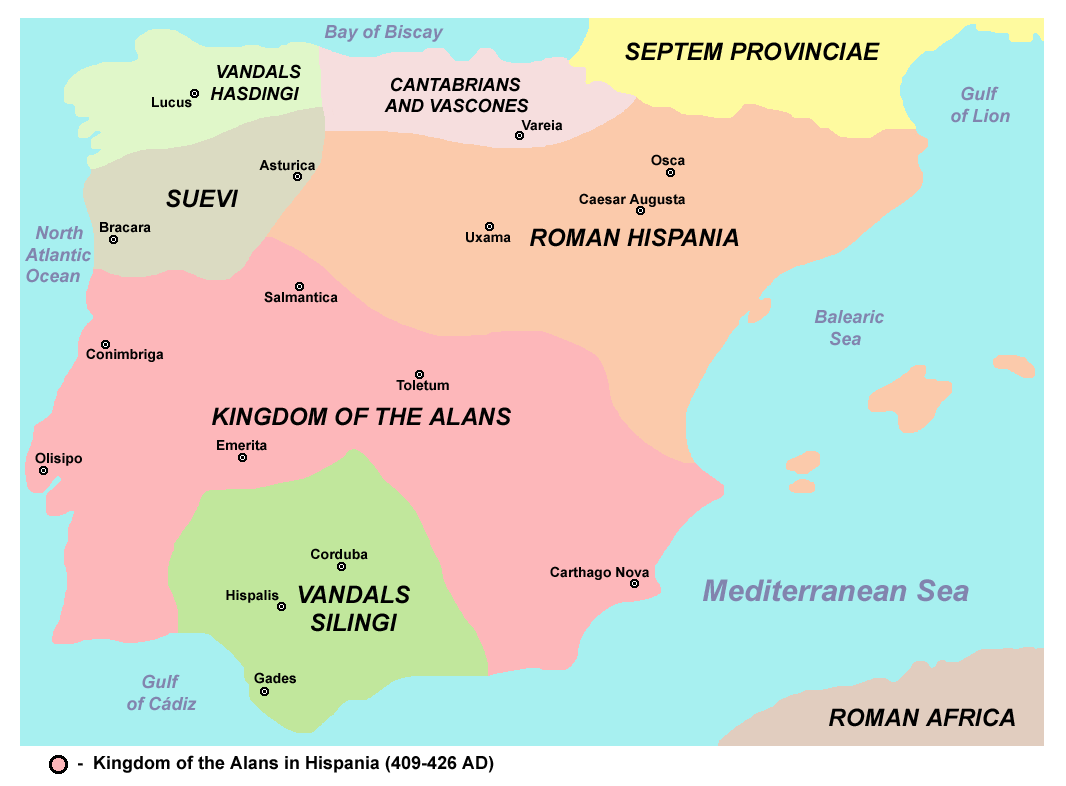
Az alánok királysága Hispania területén (409–426.)

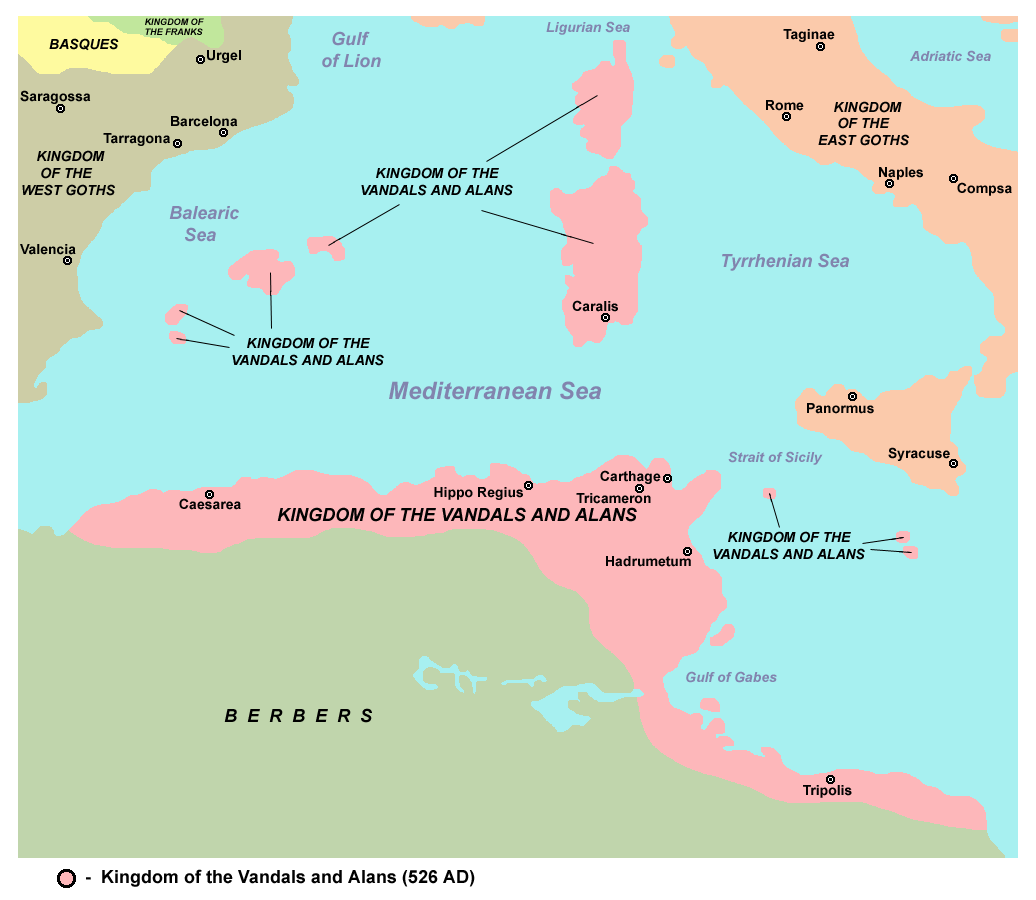
Vandálok és alánok királysága Észak-Afrikában (526.)

A 401. évben a hunok seregének egyik szárnya, a Kárpátokat északról megkerülve, megtámadta a sziléziai vandálokat. Az alán szövetségesek ezen esemény nyomán kiváltak a hunok kötelékéből, és egy részük, kvád csoportok kísértében, csatlakozott a menekülő vandálokhoz. A vándorló germán–alán népesség a Duna völgyében haladt nyugat felé. A 401. és 402. év fordulóján a Duna középső és felső szakaszánál teleltek. A 406. év utolsó napján a Rajnánál frankok állták útjukat. A folyón átkelő vandálok reménytelen helyzetbe kerültek, az alánok egyik csoportja azonban – uralkodójuk neve Respendial (Respindal) – kimentette őket. Az alánok másik csoportja – vezetőjük Goar (Eochar, Gochar) – a rómaiak szolgálatába állt, és 440. körül lakóhelyet szerzett Aurelianum (Orléans) és Valentia (Valence) környékén. Az Alain férfinév, valamint néhány környékbeli település neve, például Alainville en Beauce emlékeztet egykori jelenlétükre. Az alánok e csoportja részt vett a Mauriacum mellett vívott hunok elleni csatában, Sangiban (Sambida) vezetésével. Pár év múltával a galliai alánok önállósága elveszett, a nyugati gótok leigázták őket.
Az alánok másik csoportja a germánokat követve Gallián át a Pireneusi-félszigetre költözött. Hispaniát a 409. évben érték el. Az alánok Lusitania és Carthaginiensis tartományban telepedtek le. Nem sokkal ezután a nyugati gótok megszállták a Pireneusi-félszigetet, a 418. (vagy a 426.) évben legyőzték az alánokat, és megölték Addak (Attaces) nevű királyukat, Respendial utódját. A vezető nélkül maradt alánok a vandál királynál kerestek menedéket.
A kvádok és a rómaiak szövetsége egy évvel később elűzte a vandálokat és alán szövetségeseiket Gallaeciából (Galícia). Egy évtized múlva a menekülők átkeltek Észak-Afrikába, és a 435. évben a mai Marokkó és Algéria partvidékén telepedtek le, majd a 439. évben birodalmat alapítottak Carthago vidékén. Innen kiindulva Szicília, Szardínia, Korzika és Málta szigetén, valamint a Baleár-szigeteken dúltak. Királyaik Rex Vandalorum et Alanorum címmel ruházták fel magukat. Birodalmuk az 534. évig állt fenn.
Az alánok egykori jelenlétének nyomait a Pireneusi-félszigeten is megtaláljuk. Nevét Catalunya (Katalónia) a gótoktól és az alánoktól örökölte. Portugáliában pl. a Lisszabon körzetéhez tartozó Alenquer település nevét kapcsolják az alánokéhoz. Az alaunt néven ismert nagy testű kutyafajtát (leírása leginkább a kuvaszra illik) az alánok honosították meg a Pireneusi-félszigeten. E fajta a 17. században Ibériában kihalt. Nevét az alano nevű kutyafajta örökölte.

## Életmód és szokások
Földanyácska: félig leány, félig kígyó

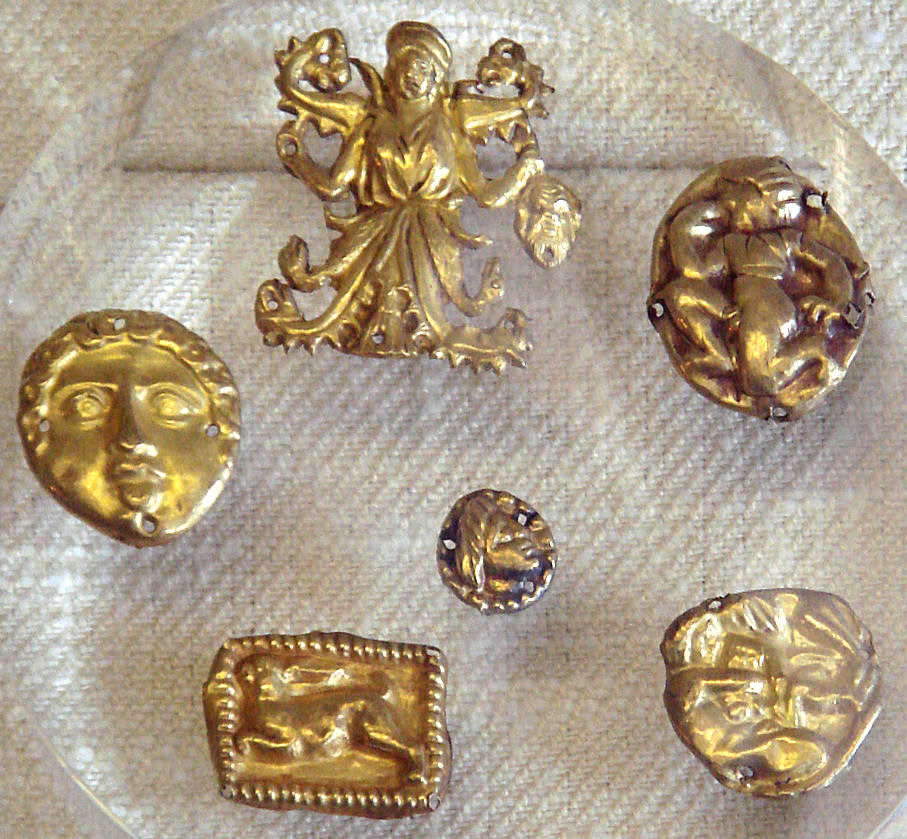
Szkíta varázsszerekFöldanyácska: félig leány, félig kígyó

Az ókor történetírói, elsők között Hérodotosz, sajátos szokásokat tulajdonítottak az ásziknak, mint például nőközösséget, az öregek megölését és felfalását stb. Fegyvereiket, lószerszámaikat stb. gazdagon díszítették arannyal, rézzel. A szkíták napistenének (Goitoszürosz: Γοιτοσυρος) lovat áldoztak.
Az alánokat, illetve a szkítákat általában forrásaink vándorló pásztoroknak mondják, ahol azonban a természeti környezet lehetővé tette, földműveléssel, istállózó állattartással is foglalkoztak.
Temetkezési szokásaikban animisztikus képzetek tükröződtek, azaz minden élőnek és élettelennek lelket tulajdonítottak, mi több, fogalmakat (pl. érdem) is megszemélyesítettek. Istenként tisztelték mindenekelőtt a tüzet (Tapiti), az égi atyát (Babai) és Földanyácskát (Avi). Többek között a Nap is kitüntetett szerepet játszott életükben. Nevezett égitestet kerek képű férfiú arcmásaként ábrázolták. Fémből készült tükreik hátoldalát is a Napra utaló jelképekkel díszítették.
A szkíta hitvilág az oszétok nyelvében és műveltségben is nyomokat hagyott.

## Selmeczi László és Vásáry István állításai
Selmeczi kijelentése szerint – állításai jó részben Czeglédy Károly kutatásain és feltevésein alapulnak – az alánok az i. e. 1. században az aorszok által vezetett törzsszövetség részét képezték. Selmeczi szerint a szövetség szállásterületének nyugati határa a Don, a Fekete-tenger és a Kaukázus, keleti határa pedig az Aral-tó és a Szir-darja alsó folyása mentén elterülő puszta volt. A szövetség a 30. év táján felbomlott, de törzsei helyükön maradtak.
Az alánok az 1. század közepén újraszervezték a törzsszövetséget – mondja Selmeczi –, mely azonban nem maradt önálló sokáig. Az alán törzsszövetség területén a kínai források három országot írnak le Jencaj, Jen és Liao néven. A nevek jelentését találgatják a nyelvészek: a Jen szó talán az Emba folyó nevének kínai alakja, s talán mindhárom esetben földrajzi névről van szó.
Kínai források szerint az alánok még az 1. században a nyugat felé terjeszkedő ászik befolyása alá kerültek. Az ászi uralom a 3. századig állt fenn, és ekkor vagy ez után ászik költözhettek az alánok közé.
A Dzsajháni-hagyomány szerint a 870. év táján az alánok négy nagy törzse közül a vezértörzs neve duhsz-ász, egy másik nagy törzsé tuval-ász volt. Ez nem csak arra utal, hogy az alánok közé ászik keveredtek, hanem a hosszú ászi uralom miatt az alánok is átvették az ászik nevét. Az alán név a mongol kor után teljesen eltűnt a forrásokból.
Az 567. év után az alánok a türkök befolyása alá kerültek, akik a meghódított alánokat, szabarokat, ogurokat és onogurokat a kazárok törzsszövetségébe szervezték. A 630. évben a kazárok függetlenítették magukat a nyugati türköktől és létrehozták a Kazár Birodalmat.
Selmeczi és Vásáry terjedelmes értekezésének e helyen csupán ide vágó részleteit, pontosabban azok tartalmi kivonatát tükröztük. Jeles szerzőink bajosan áttekinthető tanulmánya fölött már ítéletet mondott az idő. Megállapításaik részben elhibázottak, az esetek jó részében nincsenek összhangban a történelmi tényekkel.